# الذيخ (نجم)
الذيخ أو إيوتا التنين (بالإنجليزية: Iota Draconis)‏ اسمه التقليدي Edasich مشتق من الاسم العربي. وهو نجم عملاق في كوكبة التنين.
يبعد 103 سنة ضوئية عن الأرض ويملك قدر ظاهري 3.31. وقد اكتشف مؤخرا أنه يملك نظام كوكبي

## خصائص
الذيخ أكبر وأضخم من الشمس، 1.8 من كتلتها وما يقرب 12 أضعاف نصف قطر مع غلاف خارجي موسع. طيفه يطابق التصنيف النجمي K2 III، يشير هذه انه تطور واستنفد الهيدروجين في نواته وترك رتب النسق الأساسي، النجم العملاق ويشع 55 مرة أكثر من لمعان الشمس بدرجة حرارة فعالة 4545 كلفن تعطيه لون برتقالي. الفترة الدورية تستغرق حوالي 434 يوما.
في الماضي كان يشتبه انه نجم متغير. لكن الحسبات بينت انه يمتلك قدر ثابت في حدود 0.004 . وبالتالي، اعتبارا من عام 2010، لا يزال التباين غير مؤكد.أما الإنبعثات الزائدة من الأشعة تحت الحمراء بالطول الموجي 70μm تشير إلى وجود قرص نجمي دوار من الغبار، ما يطلق عليه الفلكيون مصطلح قرص الحطام.

## كواكب
كوكب رفيق اكتشف في عام 2002 هو أول كوكب يدور حول نجم عملاق. في المنطقة القابلة للحياة التي تكمن في حدود 6,8 حتي 13,5 وحدة فلكية، الكوكب يتوسط المنطقة بشكل جيد. مدار الكوكب يقع صوب الرؤية من الأرض مايمكننا من إجراء عدة قياسات له.
بعد اكتشاف الكوكب أطلق عليه اسم (الذيخ ب). في يوليو 2014 أطلق الاتحاد الفلكي الدولي إستفتاء لإعطاء أسماء شخصيات لبعض الكواكب الخارجية والنجوم التي تستضيفهم. في ديسمبر 2015، أعلن الاتحاد الفلكي الدولي اسم (هيباتيا) لهذا الكوكب. قدم الاسم من طرف مجتمع الطلاب من كلية الفيزياء في جامعة كومبلوتنس مدريد، اسبانيا. هيباتيا اسم فلكية يونانية.
| رفيق (بترتيب النجوم)      | كتلة           | نصف محور (AU) | الفترة المدارية (يوم) | انحراف        | ميلان | نق |
| ------------------------- | -------------- | ------------- | --------------------- | ------------- | ----- | -- |
| Iota Draconis b - هيباتيا | ≥12.6 ± 1.1 مJ | 1.27          | 510.72 ± 0.07         | 0.713 ± 0.008 | —     | —  |